# Ayuntamiento de Santurce
El Ayuntamiento de Santurce (en euskera: Santurtziko Udala) es el órgano encargado del gobierno y administración del municipio de Santurce, situado en la provincia de Vizcaya, País Vasco, España. Está presidido por el alcalde. En 2023 ocupa dicho cargo Karmele Tubilla Artetxe, del PNV.

## Alcaldes
| Periodo   | Nombre                          | Partido                                                       |
| --------- | ------------------------------- | ------------------------------------------------------------- |
| 1979-1983 | José Antonio Loidi Alcaraz      | Euzko Alderdi Jeltzalea-Partido Nacionalista Vasco (EAJ-PNV)  |
| 1983-1987 | José Miguel Darquistade Albizua | Partido Socialista de Euskadi (PSE PSOE)                      |
| 1987-1991 | José Miguel Darquistade Albizua | Partido Socialista de Euskadi (PSE PSOE)                      |
| 1991-1995 | José Miguel Darquistade Albizua | Partido Socialista de Euskadi (PSE PSOE)                      |
| 1995-1999 | Francisco Javier Cruz Expósito  | Partido Socialista de Euskadi-Euskadiko Ezkerra (PSE-EE PSOE) |
| 1999-2003 | Francisco Javier Cruz Expósito  | Partido Socialista de Euskadi-Euskadiko Ezkerra (PSE-EE PSOE) |
| 2003-2007 | Francisco Javier Cruz Expósito  | Partido Socialista de Euskadi-Euskadiko Ezkerra (PSE-EE PSOE) |
| 2007-2011 | Ricardo Ituarte Azpiazu         | Euzko Alderdi Jeltzalea-Partido Nacionalista Vasco (EAJ-PNV)  |
| 2011-2015 | Ricardo Ituarte Azpiazu         | Euzko Alderdi Jeltzalea-Partido Nacionalista Vasco (EAJ-PNV)  |
| 2015-2019 | Aintzane Urkijo                 | Euzko Alderdi Jeltzalea-Partido Nacionalista Vasco (EAJ-PNV)  |
| 2019-2023 | Aintzane Urkijo                 | Euzko Alderdi Jeltzalea-Partido Nacionalista Vasco (EAJ-PNV)  |
| 2023-act. | Karmele Tubilla                 | Euzko Alderdi Jeltzalea-Partido Nacionalista Vasco (EAJ-PNV)  |

## Corporación municipal

### Junta de Gobierno[3]
- Alcaldesa-presidenta: Karmele Tubilla (EAJ-PNV)

- Urbanismo y Promoción Económica: Edorta Rodrigo Izaola (EAJ-PNV)
- Cultura, Deportes y Euskera: Itziar Carrocera Fernández (EAJ-PNV)
- Acción Social e Igualdad: Ixone Andreu Egia (EAJ-PNV)
- Obras y Servicios: Miguel Álvares Ramírez (EAJ-PNV)
- Régimen Interior, Hacienda y Seguridad Ciudadana: Sonia López Bahamonde (EAJ-PNV)

### Concejales
- Karmele Tubilla[4]
- Edorta Rodrigo Izaola
- Itziar Carrocera Fernández
- Miguel Álvares Ramírez
- Ixone Andreu Egía
- Sonia López Bahamonde
- Imanol Urrutxua Betanzos
- Juan Andrades García
- Itziar Utrera Pérez
- Mario Gómez Pérez
- Olga Pastor Albizu
- Pedro Martínez González
- Ainhoa Lopera
- José Manuel De Pablos Bajo
- Miren Matanzas
- Carlos Sáez Méndez
- Amaia Ginea Mardones
- José Ignacio Martín Haba
- Naiara Gutiérrez Bilbao
- Beñat Goikoetxea López
- Luis Ángel Urdiales Villanueva

## Pleno
| Partido político | Partido político                                              | 2023   | 2019   | 2015   | 2011   | 2007   | 2003   | 1999   | 1995   | 1991   | 1991 |
| Partido político | Partido político                                              | Ediles | Ediles | Ediles | Ediles | Ediles | Ediles | Ediles | Ediles | Ediles |      |
|                  | Euzko Alderdi Jeltzalea-Partido Nacionalista Vasco (EAJ-PNV)  | 7      | 10     | 10     | 12     | 11     | 8      | 6      | 7      | 7      |      |
|                  | Partido Socialista de Euskadi-Euskadiko Ezkerra (PSE-EE PSOE) | 5      | 5      | 3      | 4      | 7      | 8      | 8      | 7      | 10     |      |
|                  | Euskal Herria Bildu (EH Bildu)-Bildu                          | 6      | 4      | 3      | 3      | —      | —      | —      | —      | —      |      |
|                  | Elkarrekin Podemos (EP)-Ezker Anitza-IU-Berdeak Equo          | 2      | 2      | —      | —      | —      | —      | —      | —      | —      |      |
|                  | Partido Popular del País Vasco (PP)                           | 1      | 0      | 1      | 2      | 2      | 3      | 3      | 4      | 1      |      |
|                  | Sí Se Puede Santurtzi (SSPSTZ)                                | —      | 0      | 4      | —      | —      | —      | —      | —      | —      |      |
|                  | Ezker Batua-Berdeak (EB-B)                                    | —      | —      | —      | 0      | 1      | 2      | 1      | 4      | 0      |      |
|                  | Eusko Alkartasuna (EA)                                        | —      | —      | —      | —      | 0      | PNV    | PNV    | 0      | 1      |      |
|                  | Euskal Herritarrok (EH)-Herri Batasuna (HB)                   | —      | —      | —      | —      | —      | —      | 3      | 3      | 5      |      |
|                  | Euskadiko Ezkerra (EE)                                        | PSE-EE | PSE-EE | PSE-EE | PSE-EE | PSE-EE | PSE-EE | PSE-EE | PSE-EE | 1      |      |

## Resultados electorales históricos
| Partido político                                              | 2023       | 2023       | 2019       | 2019       | 2015       | 2015       | 2011       | 2011       | 2007       | 2007       | 2003        | 2003        | 1999       | 1999       | 1995       | 1995       | 1991  | 1991       |
| Partido político                                              | %          | Concejales | %          | Concejales | %          | Concejales | %          | Concejales | %          | Concejales | %           | Concejales  | %          | Concejales | %          | Concejales | %     | Concejales |
| Euzko Alderdi Jeltzalea-Partido Nacionalista Vasco (EAJ-PNV)  | 32,16      | 7          | 41,42      | 10         | 40,16      | 10         | 48,54      | 12         | 45,36      | 11         | 38,12       | 8           | 26,69      | 6          | 26,09      | 7          | 25,41 | 7          |
| Partido Socialista de Euskadi-Euskadiko Ezkerra (PSE-EE PSOE) | 23,03      | 5          | 21,27      | 5          | 15,28      | 3          | 18,61      | 4          | 32,16      | 7          | 34,17       | 8           | 34,37      | 8          | 27,02      | 7          | 33,21 | 10         |
| Euskal Herria Bildu (EH Bildu)-Bildu                          | 26,89      | 6          | 17,95      | 4          | 15,59      | 3          | 13,77      | 3          | —          | —          | —           | —           | —          | —          | —          | —          | —     | —          |
| Elkarrekin Podemos (EP)-Ezker Anitza-IU-Berdeak Equo          | 8,27       | 2          | 10,87      | 2          | —          | —          | —          | —          | —          | —          | —           | —           | —          | —          | —          | —          | —     | —          |
| Partido Popular del País Vasco (PP)                           | 5,74       | 1          | 4,63       | 0          | 5,97       | 1          | 9,27       | 2          | 12,03      | 2          | 15,36       | 3           | 15,26      | 3          | 14,34      | 4          | 6,19  | 1          |
| Vox                                                           | 2,14       | 0          | 0,79       | 0          | —          | —          | —          | —          | —          | —          | —           | —           | —          | —          | —          | —          | —     | —          |
| Sí Se Puede Santurtzi (SSPSTZ)                                | —          | —          | 2,23       | 0          | 16,24      | 4          | —          | —          | —          | —          | —           | —           | —          | —          | —          | —          | —     | —          |
| Irabazi                                                       | —          | —          | —          | —          | 3,98       | 0          | —          | —          | —          | —          | —           | —           | —          | —          | —          | —          | —     | —          |
| Siempre Santurtzi Beti                                        | —          | —          | —          | —          | 1,35       | 0          | —          | —          | —          | —          | —           | —           | —          | —          | —          | —          | —     | —          |
| Ezker Batua-Berdeak (EB-B)                                    | —          | —          | —          | —          | —          | —          | 3,72       | 0          | 7,25       | 1          | 10,07       | 2           | 7,66       | 1          | 13,91      | 4          | 4,87  | 0          |
| Los Verdes-Grupo Verde (LV-GV)                                | —          | —          | —          | —          | —          | —          | 1,54       | 0          | —          | —          | —           | —           | —          | —          | —          | —          | —     | —          |
| Aralar                                                        | —          | —          | —          | —          | —          | —          | 1,46       | 0          | —          | —          | —           | —           | —          | —          | —          | —          | —     | —          |
| Partido Social y Vasco (PSyV)                                 | —          | —          | —          | —          | —          | —          | 0,84       | 0          | —          | —          | —           | —           | —          | —          | —          | —          | —     | —          |
| Por un Mundo Más Justo (PUM+J)                                | —          | —          | —          | —          | —          | —          | 0,49       | 0          | —          | —          | —           | —           | —          | —          | —          | —          | —     | —          |
| Eusko Alkartasuna (EA)                                        | —          | —          | —          | —          | —          | —          | —          | —          | 1,05       | 0          | Con PNV     | Con PNV     | Con PNV    | Con PNV    | 4,18       | 0          | 5,14  | 1          |
| Euskal Herritarrok (EH)-Herri Batasuna (HB)                   | —          | —          | —          | —          | —          | —          | —          | —          | —          | —          | Ilegalizado | Ilegalizado | 14,56      | 3          | 11,89      | 3          | 16,62 | 5          |
| Euskadiko Ezkerra (EE)                                        | Con PSE-EE | Con PSE-EE | Con PSE-EE | Con PSE-EE | Con PSE-EE | Con PSE-EE | Con PSE-EE | Con PSE-EE | Con PSE-EE | Con PSE-EE | Con PSE-EE  | Con PSE-EE  | Con PSE-EE | Con PSE-EE | Con PSE-EE | Con PSE-EE | 6,06  | 1          |
| Centro Democrático y Social (CDS)                             | —          | —          | —          | —          | —          | —          | —          | —          | —          | —          | —           | —           | —          | —          | —          | —          | 1,19  | 0          |

## Evolución de la deuda viva
El concepto de deuda viva contempla solo las deudas con cajas y bancos relativas a créditos financieros, valores de renta fija y préstamos o créditos transferidos a terceros, excluyéndose, por tanto, la deuda comercial. La deuda viva municipal por habitante en 2019 ascendía a 261 €.
| Gráfica de evolución de la deuda viva del Ayuntamiento entre 2008 y 2023                           |
| |
| Deuda viva del Ayuntamiento de Santurce, en miles de euros, según datos del Ministerio de Hacienda |